# Jamie Blamire
Pas d'image ? Cliquez ici

a Compétitions nationales et continentales officielles uniquement.

b Matchs officiels uniquement.
Dernière mise à jour le 10 septembre 2023.
Jamie Blamire, né le 22 décembre 1997 à Seaton, est un joueur international anglais de rugby à XV évoluant au poste de talonneur avec les Newcastle Falcons en Premiership.

## Biographie

### Jeunesse et débuts
Son premier club est le Seaton Rangers RLFC. Il joue ensuite au rugby à XIII à Workington, avant de définitivement choisir le rugby à XV, étant détecté pour ses capacités dans son comté de Cumbria.
À l'âge de seize ans, il intègre la Gosforth Academy (en), qui est associée avec les Newcastle Falcons, club qu'il rejoint en tant sénior en 2016.

### Carrière en club
Il fait ses débuts avec l'équipe première de Newcastle contre les Bordeaux lors du Challenge européen lors de la saison 2017-2018. Lors de la saison suivante, il fait ses débuts dans le championat anglais, entrant en cours de jeu contre Gloucester pour marquer un essai. Il marque aussi un essai décisif en quart de finale de la Coupe d'Angleterre contre les Sale Sharks. Contribuant à la promotion du club en première division en 2019-2010, il est désigné meilleur joueur de l'Académie de Newcastle et prolonge avec le club.
Lors de la saison 2022-2023, le talonneur anglais devient un titulaire régulier dans l'équipe de Newcastle et marque 8 essais en 24 rencontres.

### Carrière internationale
Jamie Blamire est sélectionné avec l'Angleterre chez les moins de 18 ans et les moins de 20 ans, remportant notamment le Tournoi des Six Nations des moins de 20 ans 2017 et atteignant la finale du Championnat du monde junior la même année.
En juillet 2021, il fait ses débuts avec l'équipe nationale contre les États-Unis, marquant som premier essai trois minutes après son entrée en tant que remplaçant. Il s'illustre contre le Canada une semaine plus tard, ajoutant trois essais à son compteur.
Il est appelé par Eddie Jones pour jouer lors du Tournoi des Six Nations 2022 contre l'Irlande, entrant en fin de match.
En janvier 2024, à la suite de la blessure de Luke Cowan-Dickie, il est convoqué par Steve Borthwick en équipe d'Angleterre pour le remplacer en amont du Tournoi des Six Nations. Mi-février, il est relâché du groupe préparant la troisième journée, cependant il est convoqué avec l'équipe d'Angleterre A afin d'affronter le Portugal.

### Caractéristiques sportives
En premier lieu talonneur, il peut être aussi utilisé en tant que troisième ligne. Blamire montre un capacité de marqueur d'essais importante, étant mobile et habile ballon en main.

## Palmarès

### En sélection nationale
- Vainqueur du Tournoi des Six Nations des moins de 20 ans en 2017.
- Finaliste du Championnat du monde junior en 2017.

### En club
- Vainqueur du Championship (D2) en 2020.